# 양재창 (1885년)
양재창(梁在昶, 일본식 이름: 야나가와 사이초梁川在昶), 1885년 9월 29일 ~ 1968년 1월 14일)은 일제강점기의 관료 출신 기업인이며 조선총독부 중추원 참의도 지냈다. 본적은 서울특별시 종로구 소격동이다.

## 생애
한성부에서 경성학당을 졸업하고 1905년에 농상공부 기사로 임명되는 등 대한제국 말기에 기술직 관리로 근무했다. 1910년에 한일 병합 조약이 체결되면서 조선총독부 소속으로 편입되고 한국병합기념장도 수여받았다.
경성부 서기를 거쳐 경기도 도서기로 이동했다가, 총독부 군수로 발탁되어 경기도 부천군과 용인군 군수를 역임하였다. 1920년대 초에 용인군수를 마지막으로 퇴관하였다. 이때 정7위에 서위되어 있었다.
이후 실업계에 들어가 조선생명보험회사 취체역, 선만토지브로커 사장, 경성상공회의소 의원, 부평수리조합 부조합장 등을 역임했다. 경성부회 의원으로도 두 차례 당선되는 등 경성 지역 유지로 활동하였다.
1920년대부터 조선불교단, 동민회, 구일회 등 유력한 인물들로 구성된 단체에 꾸준히 참여했으며, 태평양 전쟁 시기에는 조선임전보국단 발기인도 맡았다. 일제 강점기 말기에는 중추원 참의에 임명되었다.
2002년 발표된 친일파 708인 명단의 중추원 부문, 2008년 공개된 민족문제연구소의 친일인명사전 수록예정자 명단의 중추원과 관료 부문에 포함되었으며 2009년 친일반민족행위진상규명위원회가 발표한 친일반민족행위 705인 명단에도 포함되었다.

## 같이 보기
- 조선총독부 중추원
- 조선임전보국단

## 참고자료
- 양재창(梁在昶) - 국사편찬위원회
- 양재창(梁在昶) - 국사편찬위원회